# 螢・納屋を焼く・その他の短編
『螢・納屋を焼く・その他の短編』（ほたる・なやをやく・そのたのたんぺん）は、村上春樹の短編小説集。

## 概要
1984年7月5日、新潮社より刊行された。表紙は安西水丸。1987年9月30日、新潮文庫として文庫化された。また改版の際、文庫版の表紙の絵が変更された。
収録された5つの作品のうち、「三つのドイツ幻想」を除く4つの作品すべてが英訳されている。現在それらは『The Elephant Vanishes』（クノップフ社、1993年）と『Blind Willow, Sleeping Woman』（クノップフ社、2006年）の2冊の短編小説集で読むことができる。

## 収録作品
|   | タイトル             | 初出                      | 英訳                                                |
| - | -------------------- | ------------------------- | --------------------------------------------------- |
| 1 | 螢                   | 『中央公論』1983年1月号   | Firefly (『Blind Willow, Sleeping Woman』, 2006)    |
| 2 | 納屋を焼く           | 『新潮』1983年1月号       | Barn Burning (The New Yorker. November 2, 1992)     |
| 3 | 踊る小人             | 『新潮』1984年1月号       | The Dancing Dwarf (『The Elephant Vanishes』, 1993) |
| 4 | めくらやなぎと眠る女 | 『文學界』1983年12月号    | Blind Willow, Sleeping Woman (Harper's. June, 2002) |
| 5 | 三つのドイツ幻想     | 『BRUTUS』1984年4月15日号 |                                                     |